# Vendôme (Adelsgeschlecht)

Familienwappen der Ducs de Vendôme mit dem Bastardfaden

Vendôme (auch Zweites Haus Bourbon-Vendôme) war ein französisches Adelsgeschlecht, das von 1598 bis 1727 bestand und eine Bastardlinie des Hauses Bourbon darstellte.

## Geschichte
Begründet wurde das Haus Vendôme von César de Bourbon-Vendôme, einem unehelichen Sohn König Heinrichs IV. von Frankreich (Haus Bourbon) und seiner Mätresse Gabrielle d’Estrées. Diesen hatte Heinrich IV. 1595 als Bastardsohn anerkannt und 1598 zum Herzog von Vendôme ernannt.
Césars älterer Sohn war Louis, Herzog von Vendôme, Vizekönig von Katalonien. Dieser zog sich nach dem Tod seiner Frau (1657) in ein Kloster zurück und wurde schließlich Priester und Kardinal, sein zweiter Sohn war François de Vendôme, Militär, Höfling und Verschwörer gegen die Kardinäle Richelieu und Mazarin.
Des Kardinals ältester Sohn und Nachfolger in der Herzogswürde war Louis II. Joseph, Herzog von Vendôme, der berühmte Feldherr Ludwigs XIV. im Spanischen Erbfolgekrieg. Dessen jüngerer Bruder Philippe, General und Großprior des Malteserordens in Frankreich, war der letzte seines Geschlechts.

## Stammliste des Hauses Vendôme
1. César de Bourbon, 1. Herzog von Vendôme (* 1594; † 1665) ⚭ Françoise de Lorraine
  1. Louis I. de Bourbon-Vendôme, 2. Herzog von Vendôme (* 1612; † 1669), ⚭ Laura Mancini
    1. Louis II. Joseph de Bourbon-Vendôme, 3. Herzog von Vendôme (* 1654; † 1712), ⚭ Marie-Anne de Condé
    2. Philippe de Bourbon-Vendôme, 4. Herzog von Vendôme (* 1655; † 1727)
    3. Jules César (* 1657; † 1660)

  2. François de Bourbon-Vendôme, duc de Beaufort (* 1616; † 1669)
  3. Elisabeth (* 1614; † 1664), ⚭ Karl Amadeus von Savoyen, aus dieser Verbindung stammen Viktor Amadeus II. und Ludwig XV. ab.